# Ron Yary
College Football Hall of Fame 1987
Pro Football Hall of Fame 2001
(en) Statistiques sur pro-football-reference
Anthony Ronald « Ron » Yary, né le 16 juillet 1946 à Chicago en Illinois, est un joueur américain de football américain ayant évolué comme offensive tackle.

## Biographie

### Études
Étudiant à l'université de Californie du Sud, il joue pour les Trojans d'USC. Il remporte un trophée Outland en 1967.

### Vikings du Minnesota
Il est drafté à la 1re place de la draft NFL de 1968 par les Vikings du Minnesota. Premier joueur de la ligne offensive sélectionné à la 1re place, la prochaine fois qu'un autre est sélectionné au premier rang, cela sera vingt-neuf années plus tard avec Orlando Pace (Rams de Saint-Louis en 1997). Les Vikings, pour pouvoir le sélectionner échange le quarterback Fran Tarkenton aux Giants de New York.
Dès la deuxième saison, il est titulaire au poste d'offensive tackle droit. Il joue pour les Vikings du Minnesota de 1968 à 1981. Yary ne manque que deux matchs pour blessure sur ses quatorze années dans le Minnesota.

### Rams de Los Angeles
Il termine sa carrière par une saison aux Rams de Los Angeles.

## Postérité
Durant sa carrière, il est sélectionné sept fois au Pro Bowl (1971, 1972, 1973, 1974, 1975, 1976 et 1977) et six fois en équipe première des All-Pro (1971, 1972, 1973, 1974, 1975 et 1976). Il remporte un Super Bowl en 1969 et perd aux Super Bowls IV, VIII, IX et XI.
Il est élu au Pro Football Hall of Fame en 2001, au College Football Hall of Fame en 1987 et dans l'équipe NFL de la décennie 1970.